# Stadion Feijenoord
Feijenoord Stadion – stadion piłkarski w Rotterdamie w Holandii. Został zbudowany w latach 1935-1937, a oddany do użytku 27 marca 1937. Znany jest również pod nazwą de Kuip (Wanna). Służy jako miejsce rozgrywania spotkań drużyny piłkarskiej Feyenoord – jednego z najsłynniejszych holenderskich klubów. Odbywają się na nim mecze finałowe Pucharu Holandii, ponadto swoje ważniejsze spotkania rozgrywa tutaj holenderska reprezentacja. W 2000 r. stadion był jedną z głównych aren piłkarskich mistrzostw Europy – rozegrano na nim 5 meczów, w tym finał.

## Ważniejsze mecze
- 15 maja 1963 – finał Pucharu Zdobywców Pucharów: Tottenham Hotspur – Atlético Madryt 5:1;
- 23 maja 1968 – finał Pucharu Zdobywców Pucharów: AC Milan – HSV 2:0;
- 31 maja 1972 – finał Pucharu Europy: AFC Ajax – Inter Mediolan 2:0;
- 8 maja 1974 – finał Pucharu Zdobywców Pucharów: FC Magdeburg – AC Milan 2:0;
- 26 maja 1982 – finał Pucharu Europy: Aston Villa – Bayern Monachium 1:0;
- 15 maja 1985 – finał Pucharu Zdobywców Pucharów: Everton – Rapid Wiedeń 3:1;
- 15 maja 1991 – finał Pucharu Zdobywców Pucharów: Manchester United – FC Barcelona 2:1;
- 14 maja 1997 – finał Pucharu Zdobywców Pucharów: FC Barcelona – PSG 1:0;
- 2 lipca 2000 – finał Mistrzostw Europy w Piłce Nożnej: Francja – Włochy 2:1;
- 8 maja 2002 – finał Pucharu UEFA: Feyenoord – Borussia Dortmund 3:2.